# Pic du Canigou
Canigó
Pour les articles homonymes, voir Canigou.

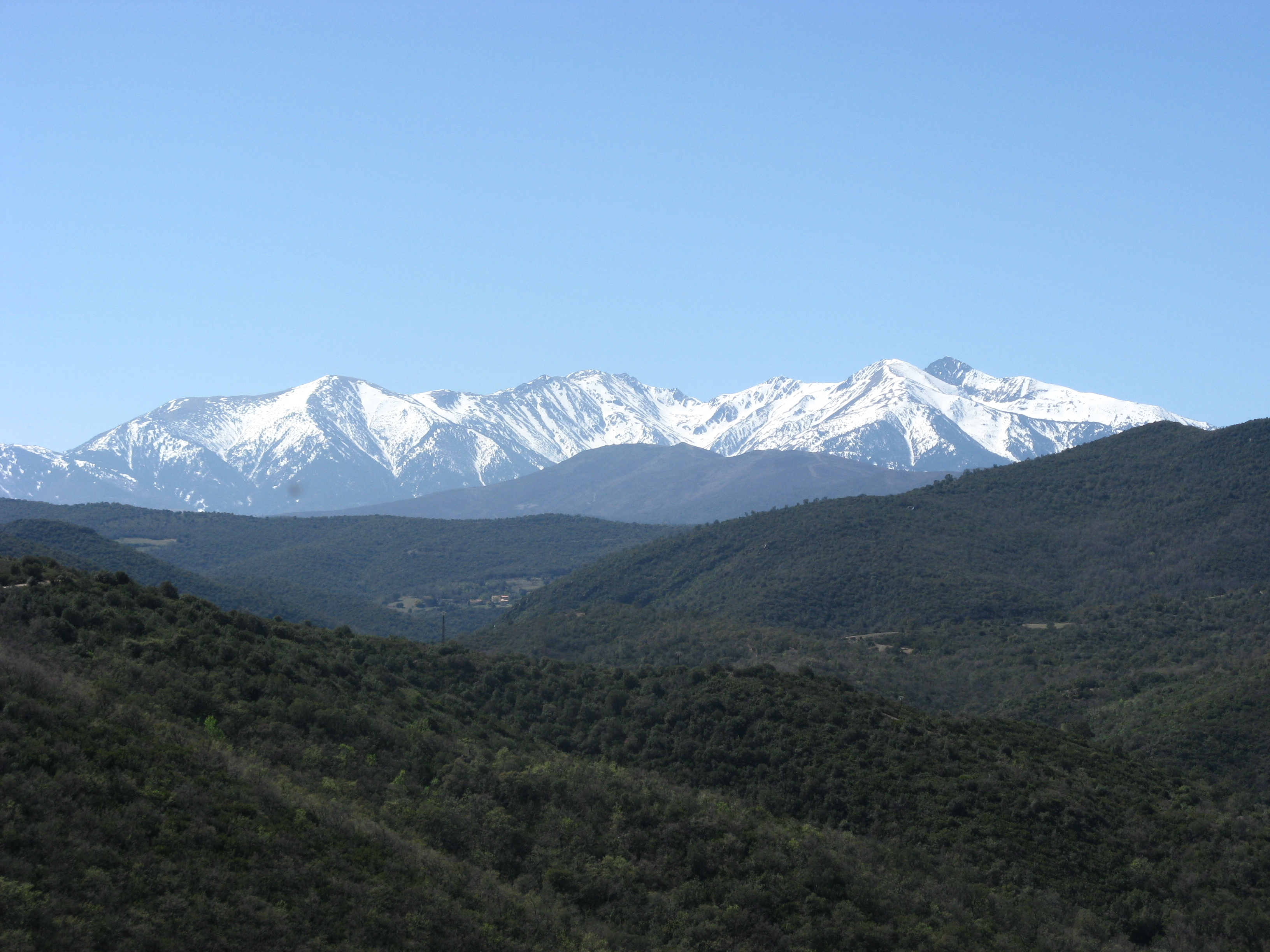
Le Canigou vu du Montou.

Le pic du Canigou (catalan : Pica del Canigó) est le haut sommet le plus oriental des Pyrénées, culminant à 2 785 mètres d'altitude. Il fait partie du massif du Canigou, dont il est le point culminant, et il est situé dans le Conflent, dans le département français des Pyrénées-Orientales.

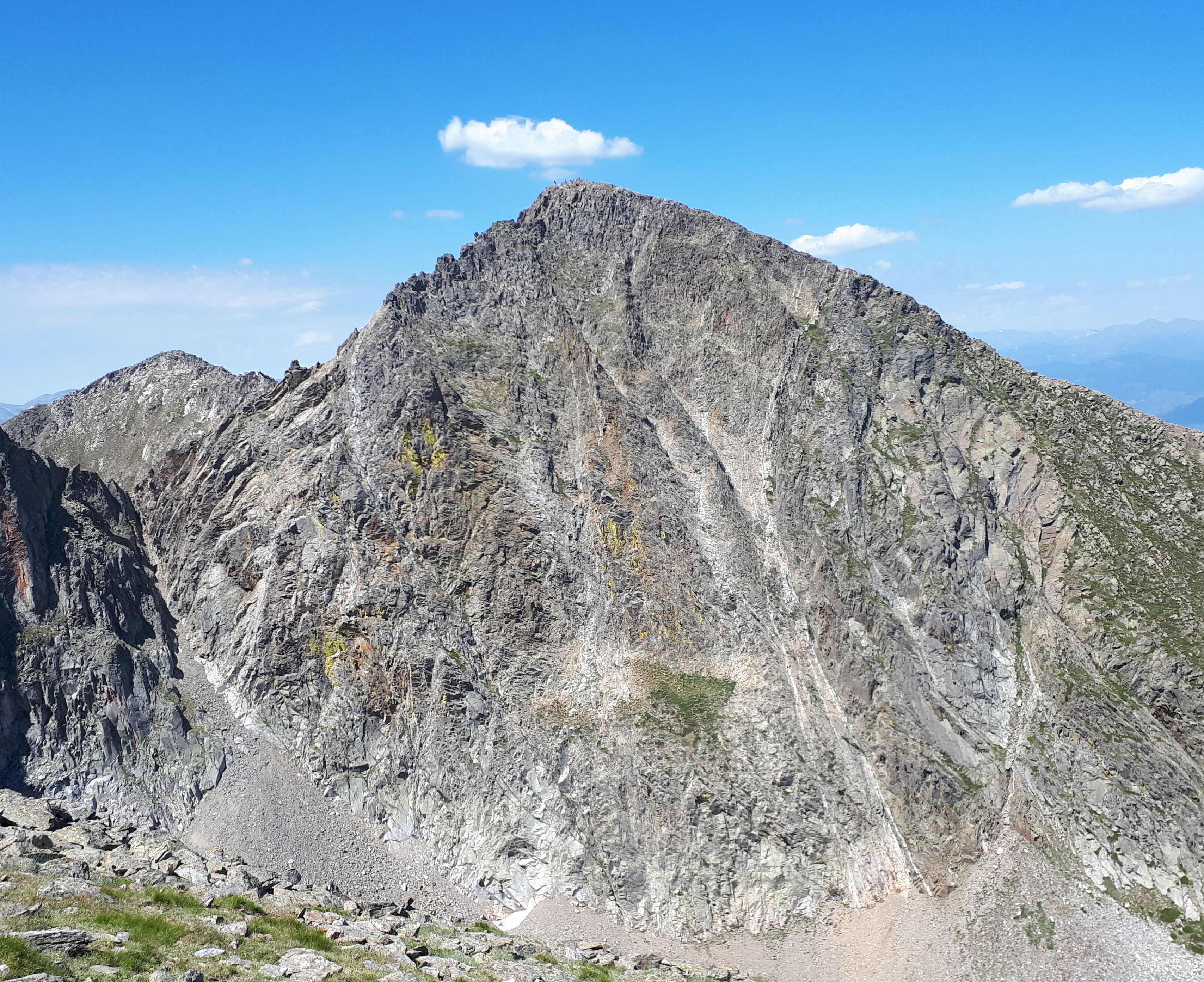
La face Est du pic du Canigou.

## Toponymie

### Formes du nom
La première forme connue du nom apparaît en 949 avec Montis Canigonis. On trouve ensuite, également au Xe siècle, Monte Canigone, Chanigono et Canigonis, puis au XIe siècle Monte Kanigonis et Kanigoni. La forme moderne Canigó apparaît pour la première fois en 1300.
En catalan, le pic est appelé el Canigó, prononcé [əɫ kəniˈɣu, -ˈɣo],,.
En français, si la graphie Canigou est la forme traditionnelle, elle est de plus en plus critiquée et tend à être remplacée par Canigó,,. L'IGN a, par exemple, fustigé une « toponymie malmenée par une ancienne tradition de francisations » et conduit depuis 1983 un programme de correction toponymique dans les Pyrénées-Orientales, ; le pic constitue cependant une exception et est désigné par une double mention, « pic du Canigou (pic del Canigó) », aux échelles 1:25 000 et inférieure. La législation française mentionne les deux formes côte à côte,, et en 2012 le pic a été labellisé Grand Site de France sous le nom de massif du Canigó,,. Le journal régional francophone L'Indépendant, quant à lui, utilise indifféremment les deux formes,,,.

### Étymologie
Sans forme connue du nom avant le Xe siècle, on ne peut faire que des suppositions sur son origine. Néanmoins, l'une d'elles semble plus probable. Le nom Canigou est sans doute un composé tautologique basé sur la racine pré-indo-européenne kar ou kan répétée pour obtenir kankan. Kan prendrait pour le premier élément le sens de sommet rocheux et pour le deuxième à travers une forme plus tardive et apparentée au grec konos le sens de sommet en coin. Une évolution vers kani-kone aurait abouti à Canigó par affaiblissement du c intervocalique et enfin la chute du n en fin de nom ayant pour effet de produire un o accentué.
Parmi les autres explications se trouvent diverses origines linguistiques. Quoique pas toujours impossibles, elles semblent toutefois peu probables, notamment par le simple fait qu'une montagne aussi imposante que le Canigou a sûrement été nommée bien avant l'arrivée des Romains. Une origine latine du nom pourrait donner lieu à plusieurs explications. Cani (« chien ») suivi de jugum aurait désigné un sommet en forme de croc de chien. Canum (« blanc ») suivi de jugum (« sommet ») aurait le sens de sommet enneigé. Malheureusement en catalan, jugum se transforme généralement en jou et non en gou. On aurait aussi pu avoir canum suivi de conus (« cône ») pour désigner un sommet conique enneigé. Cependant, il est très improbable que le u atone de canum se soit transformé en i. Il n'est pas rare que des sommets prennent des noms de personnes, tel le pic de Bugarach. On a pu donc y voir un nom de personne germanique, Canico, par rapprochement avec celui avéré au Moyen Âge de Enneco. Canico proviendrait du nom de personne Cani et signifiant utile, suivi du suffixe diminutif -k. On aurait alors eu un domaine de Canico dans les environs de Casteil où, justement, fut construite l'abbaye Saint-Martin du Canigou. Un passage de Canico vers Canicone aurait enfin donné Canigó, à l'instar d'exemples avérés tel que Ascahrone ayant donné Escaró non loin de là en Conflent.

## Géographie

### Localisation

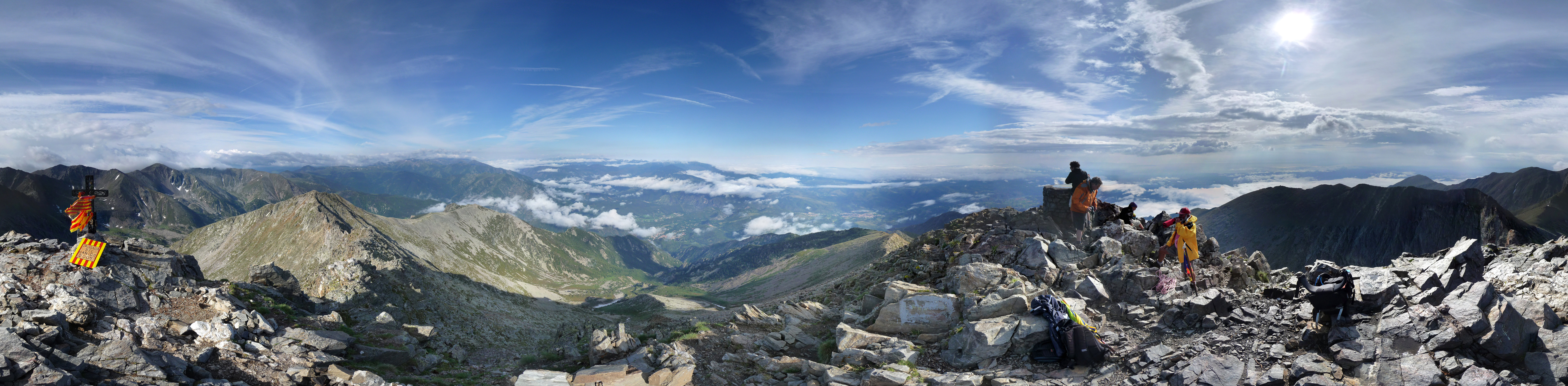
Panorama du sommet.

Le pic du Canigou est situé au sud de Prades et au nord de Prats-de-Mollo-la-Preste, et constitue, à environ deux cents mètres au sud-est de son sommet, un quadripoint marquant la limite des communes de Casteil, Taurinya, Valmanya et Vernet-les-Bains.

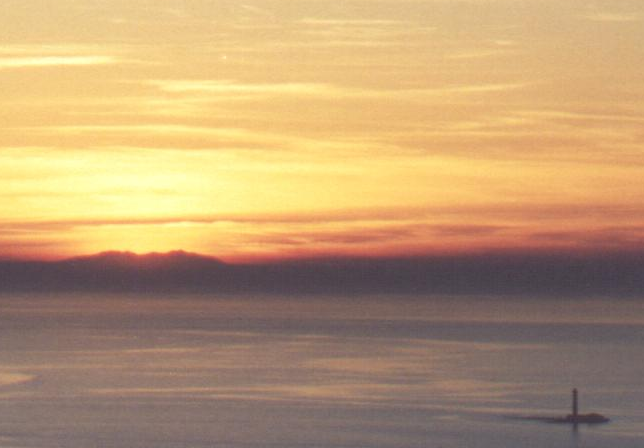
Le Canigou vu depuis Marseille.

Avec de bonnes conditions atmosphériques, il peut être aperçu deux fois par an au coucher du soleil depuis Marseille à 250 km de là, ainsi que de nombreux autres points hauts de Provence situés pour certains jusqu'à presque 300 km, les plus hauts permettant même une visibilité plus régulière en journée (hauteurs de Marseille, de Cassis et d'Allauch, mont Ventoux, montagne Sainte-Victoire, massif de la Sainte-Baume ou Monts toulonnais, entre autres), début février et fin octobre, par réfraction de la lumière. Le baron Franz Xaver von Zach observe le phénomène depuis la basilique Notre-Dame-de-la-Garde en 1808 et distingue nettement le pic du Canigou et le puig dels Tres Vents (ca),,. Il est également visible par temps clair depuis l'ensemble du littoral languedocien, au-delà d'Agde, jusqu'à Port-Camargue, ainsi que depuis la montagne Noire. Inversement, sa situation géographique offre une vue sur la plaine du Roussillon, le Conflent mais aussi, du côté espagnol, l'Empordà voire, par temps clair, Barcelone en direction du sud, et le Massif central ainsi que les Alpes avec le mont Ventoux, voire le massif des Écrins également par réfraction de la lumière au lever de soleil, en regardant vers le nord-est, ce qui constitue un record du monde de distance d'observation en ligne droite avec environ 440 kilomètres[réf. à confirmer].

Diverses vues du pic du Canigou
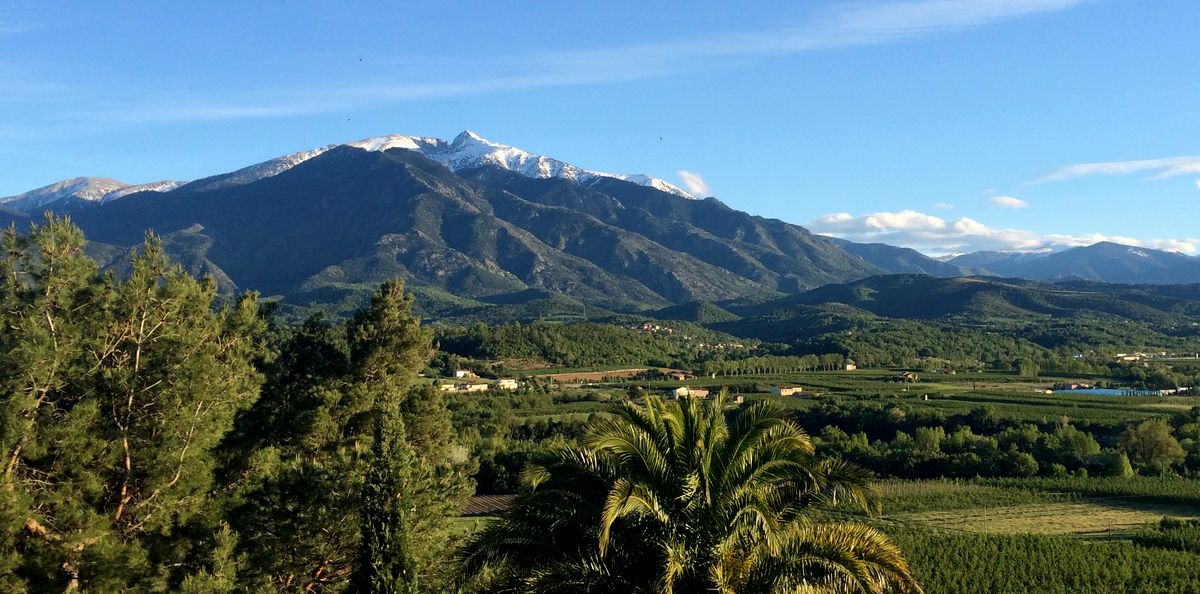
Depuis Eus.
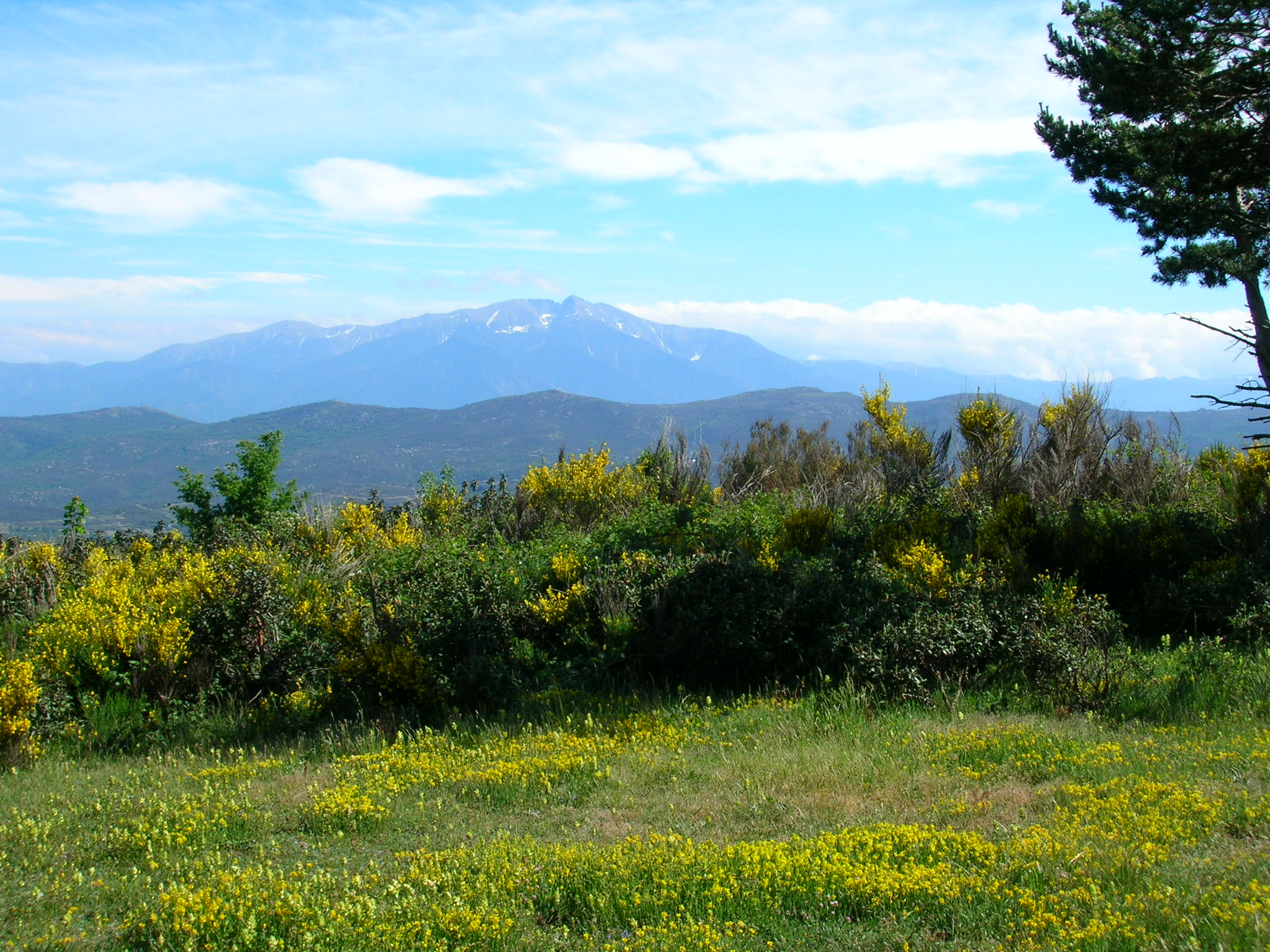
De Prats-de-Sournia.
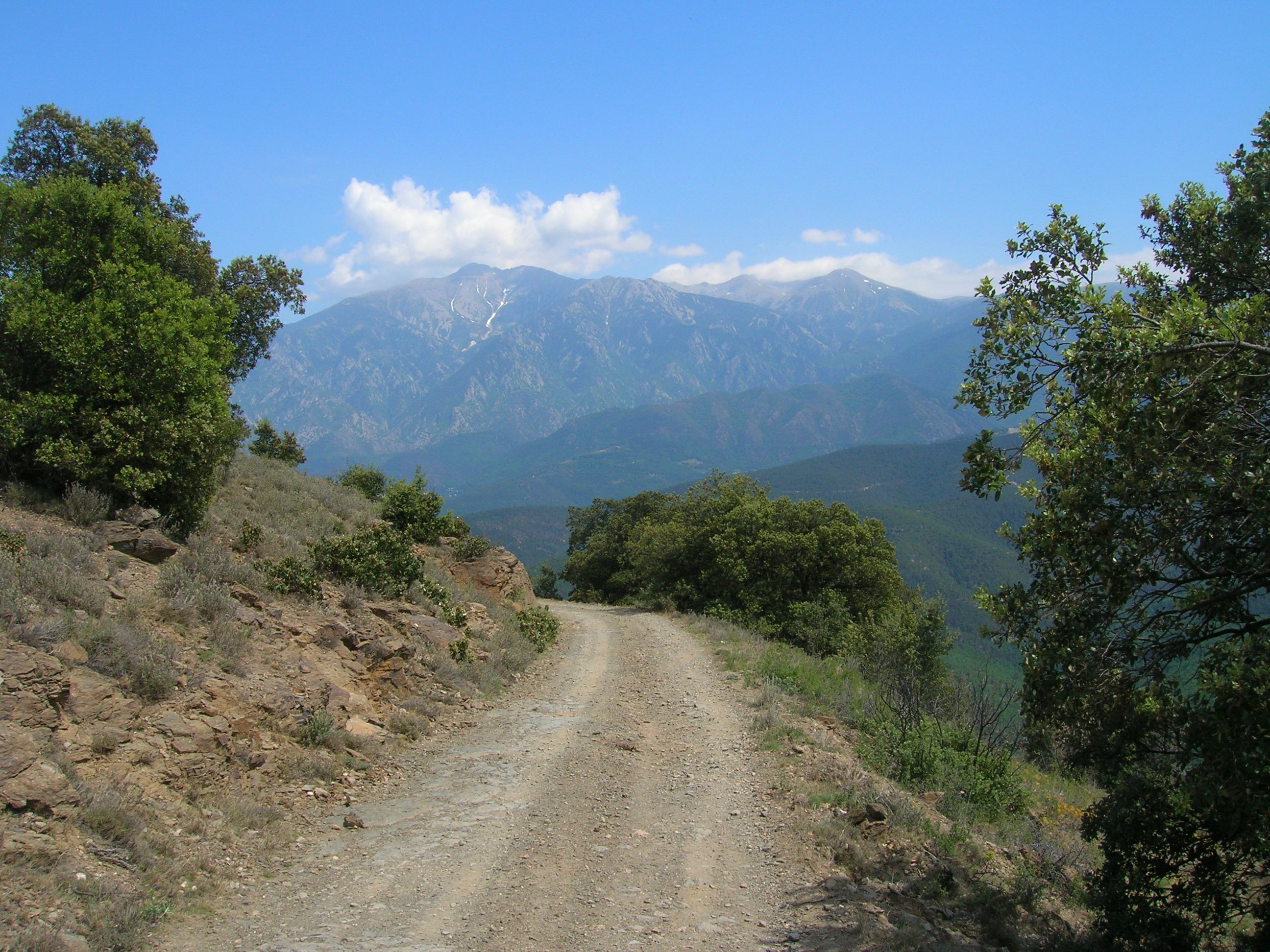
De Jujols.
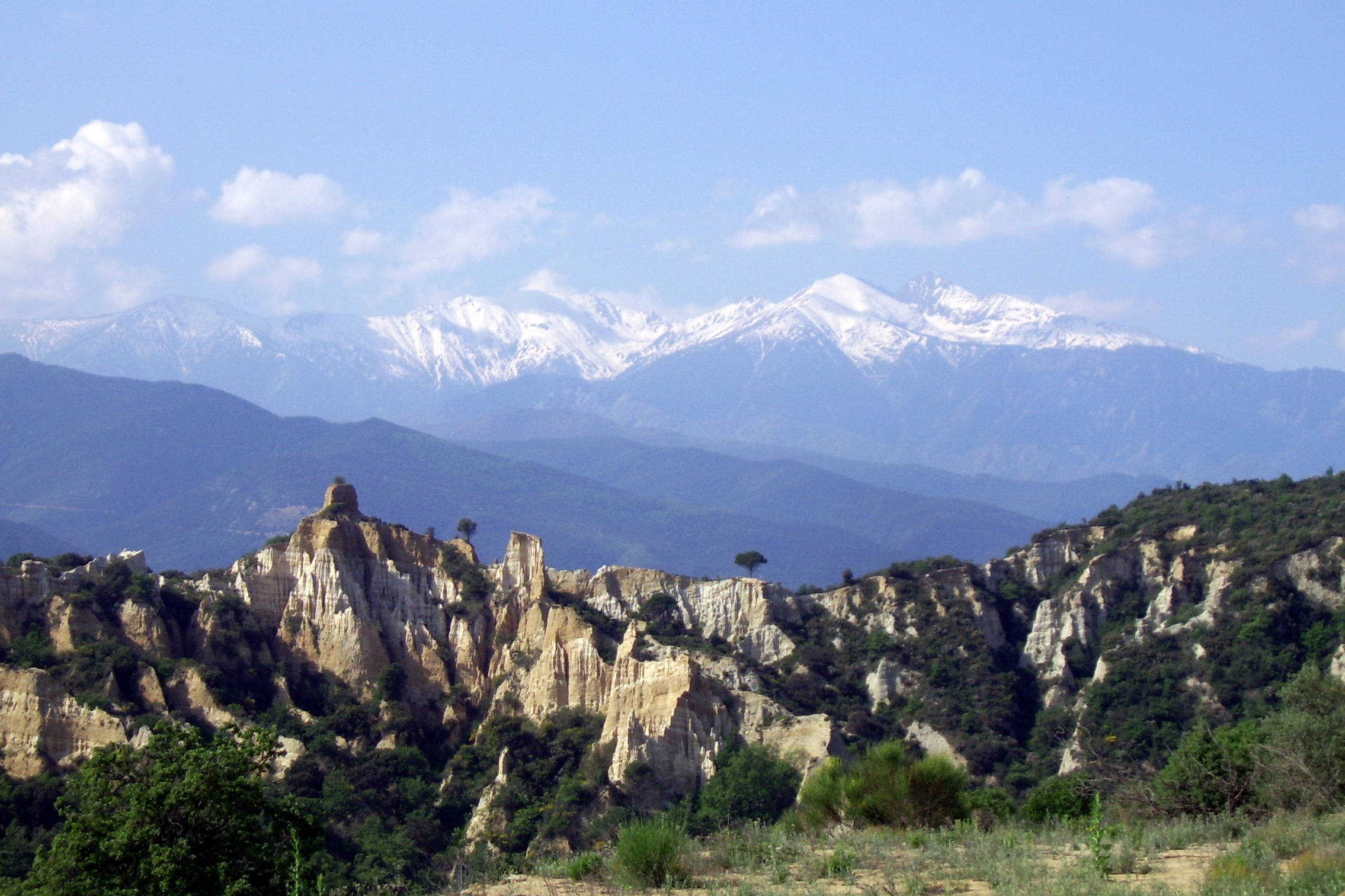
Depuis les orgues d'Ille-sur-Têt.
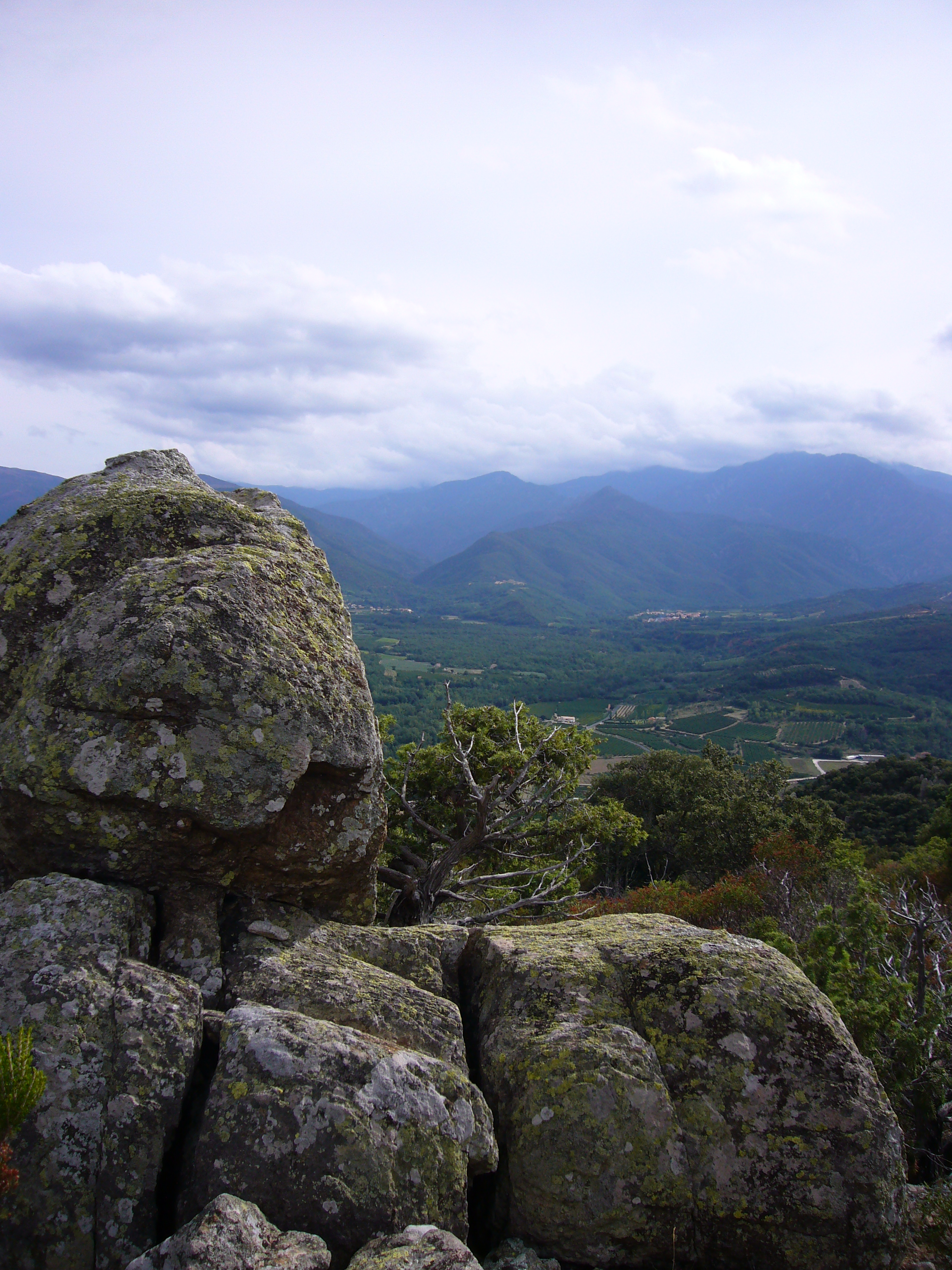
Depuis Vinça.
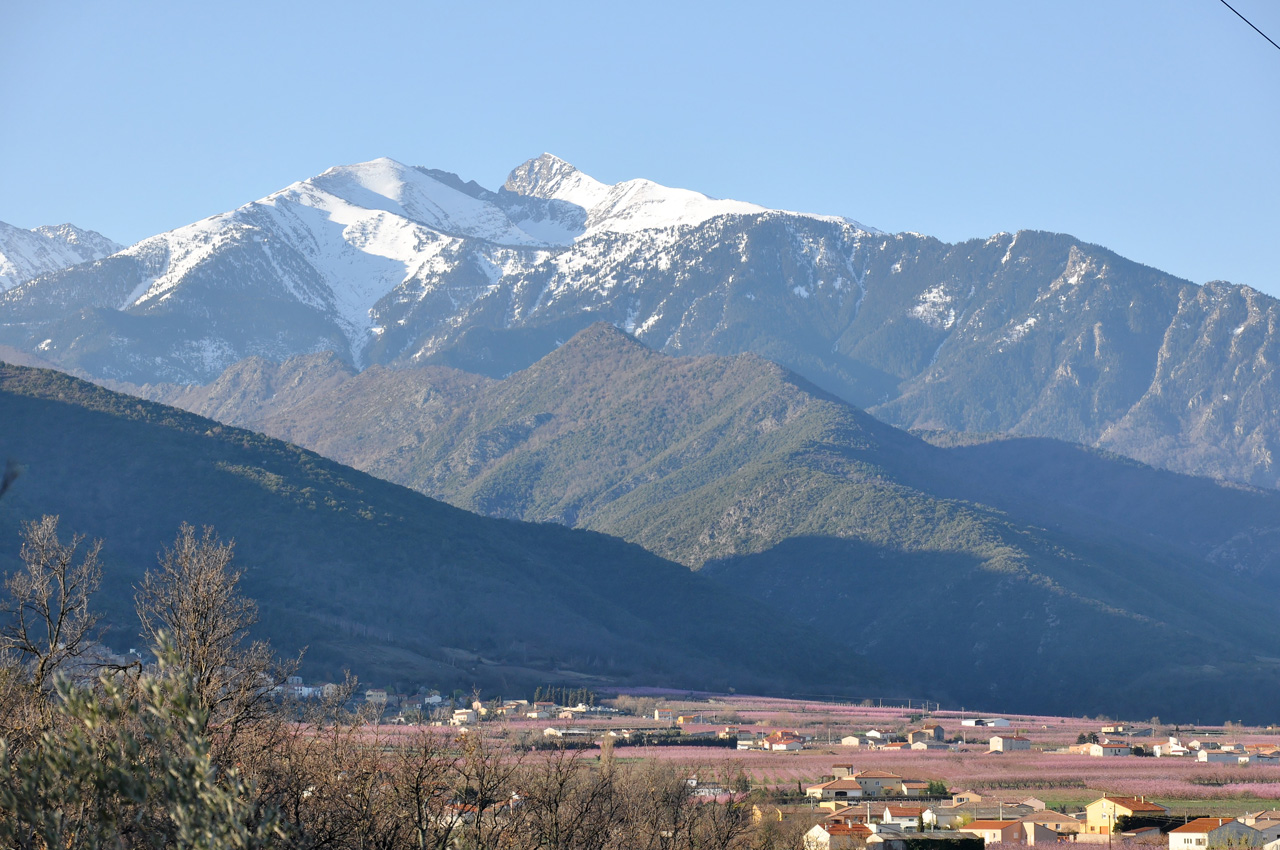
Depuis les environs de Vinça.
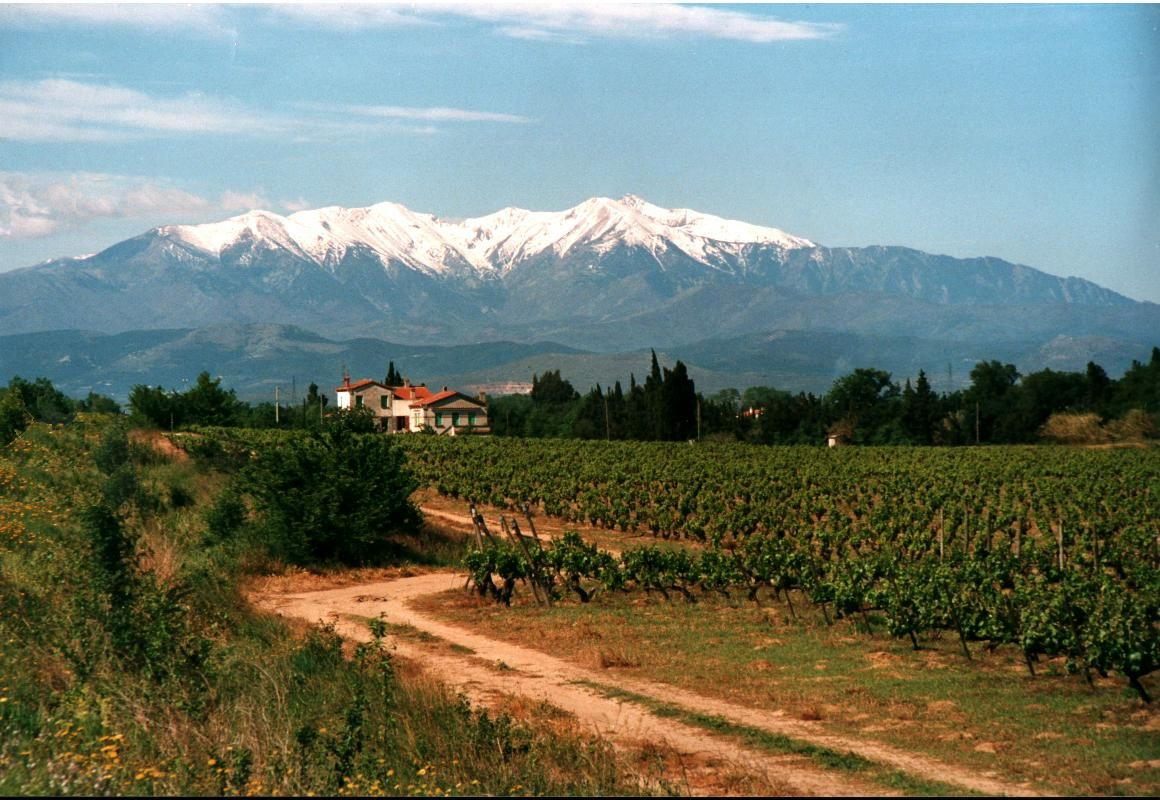
Depuis Perpignan.
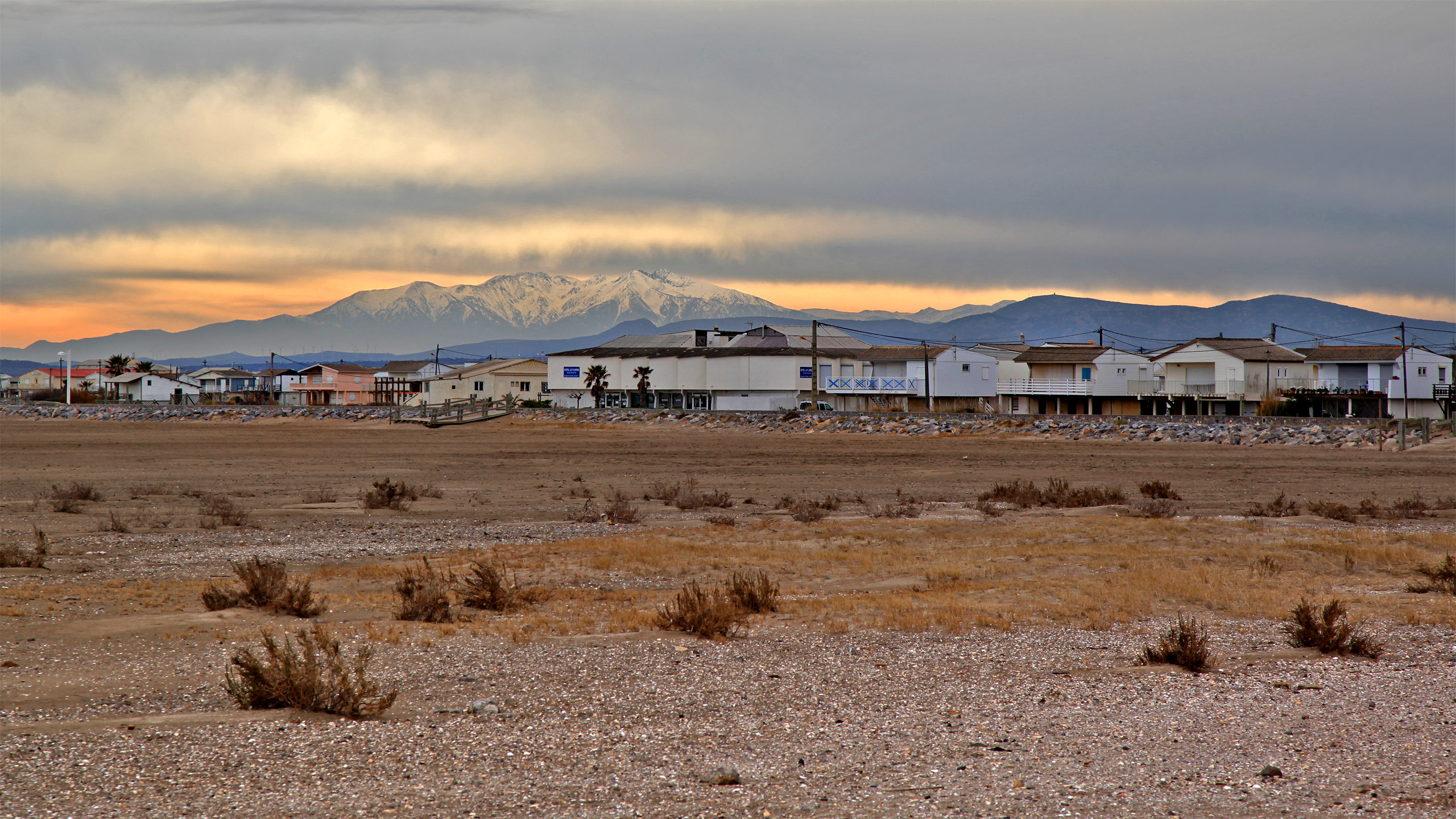
Depuis les chalets de Gruissan.

### Topographie

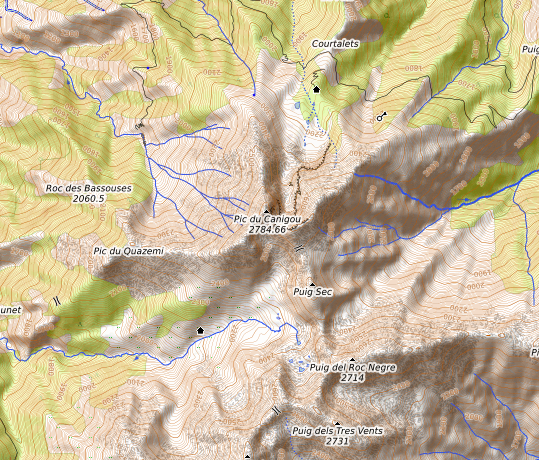
Carte topographique du pic du Canigou.

Le pic du Canigou se trouve sur un axe orienté nord-sud allant du pic Joffre (2 362 m) au nord jusqu'au puig dels Tres Vents (2 731 m) au sud.
Une croix forgée trône au sommet du pic, elle y fut montée durant la Seconde Guerre mondiale par les scouts de la troupe Notre-Dame-la-Real de Perpignan (1943).

### Géologie
Le sommet du Canigou est constitué de l'orthogneiss de Quazemi, un orthogneiss à biotite riche en quartz et en feldspaths, issu d'un ancien granite ordovicien (~ 425 Ma) métamorphisé au cours de l'orogenèse varisque, au Carbonifère supérieur (~ 310 Ma). Cette roche affleure également sur l'intégralité des flancs ouest et sud du pic.

### Climat
Bien que le climat dominant soit largement méditerranéen à sa base, l'ampleur et l'altitude du massif du Canigou le soumettent à plusieurs microclimats bien tranchés :
- climat méditerranéen de 0 à 800-1 000 m ;
- montagnard de 1 000 à 1 700 m ;
- subalpin de 1 700 à 2 300 m ;
- alpin de 2 300 m jusqu'au sommet.

Il n'existe pas d'étage nival. Un névé suspendu vers 2 450–2 500 m, à la base des faces nord du pic du Canigou (2 785 m) et du pic Barbet (2 712 m), constituait dans les années 2020 le dernier vestige de l'ancien glacier du Canigou, qui occupait l'ensemble de ce cirque et débouchait vers le nord du massif au niveau de l'actuel refuge des Cortalets.
Bien que variable d'une année à l'autre, l'enneigement est généralement continu au-dessus de 1 800 m, de la mi-novembre à la fin mai. Les températures sont de 12 °C en moyenne en juillet à −5 °C en janvier.

## Histoire
La première ascension attestée, par un écrit, du pic Canigou a lieu vers 1280. Elle est effectuée par Pierre III d'Aragon, roi de la couronne d'Aragon (Pere III el Gran). Cette ascension est évoquée dans une chronique épique d'un moine italien du XIIIe siècle, Fra Salimbene. Il semble cependant que le monarque ne soit pas allé jusqu'au sommet du pic. En effet, le chroniqueur franciscain écrit que Pierre III vit au sommet un dragon sortant d'un lac. Cette indication pourrait correspondre au lieu-dit Les Estanyols (« les étangs »), environ 500 m en contrebas.
En 1834, le pyrénéiste Vincent de Chausenque tente l'ascension du Canigou. Il est guidé par M. Villanova, maire de Corsavy, commune située sur le versant sud-est du massif, et connu pour ses talents de montagnard et de chasseur d'isards. Dans les années 1860, le pyrénéiste Henry Russell fait l'ascension de plusieurs sommets des Pyrénées-Orientales et effectue notamment l'aller-retour de Vernet-les-Bains au sommet du Canigou en dix heures. Il le compare à la ville anglaise de Manchester, car il n'a jamais pu profiter de la vue en raison de la présence continue de nuages.
Durant la Seconde Guerre mondiale, les scouts de la troupe Notre-Dame-la-Real, accompagnés de leur aumônier, partent de leurs locaux de Perpignan, afin de monter au pic du Canigou la croix forgée qui y trône toujours.
En 2002, à l'initiative du conseil général des Pyrénées-Orientales, le syndicat mixte Canigó Grand Site est créé, en tant que maître d'ouvrage de l'opération Grand Site. Ce syndicat mixte est composé du conseil général, des 37 communes du massif du Canigou (en Conflent et Vallespir), et de l'Office national des forêts. En 2011, il est désigné comme « site Natura 2000 massif du Canigou » par arrêté du 25 mars 2011.

## Voies d'accès et randonnées

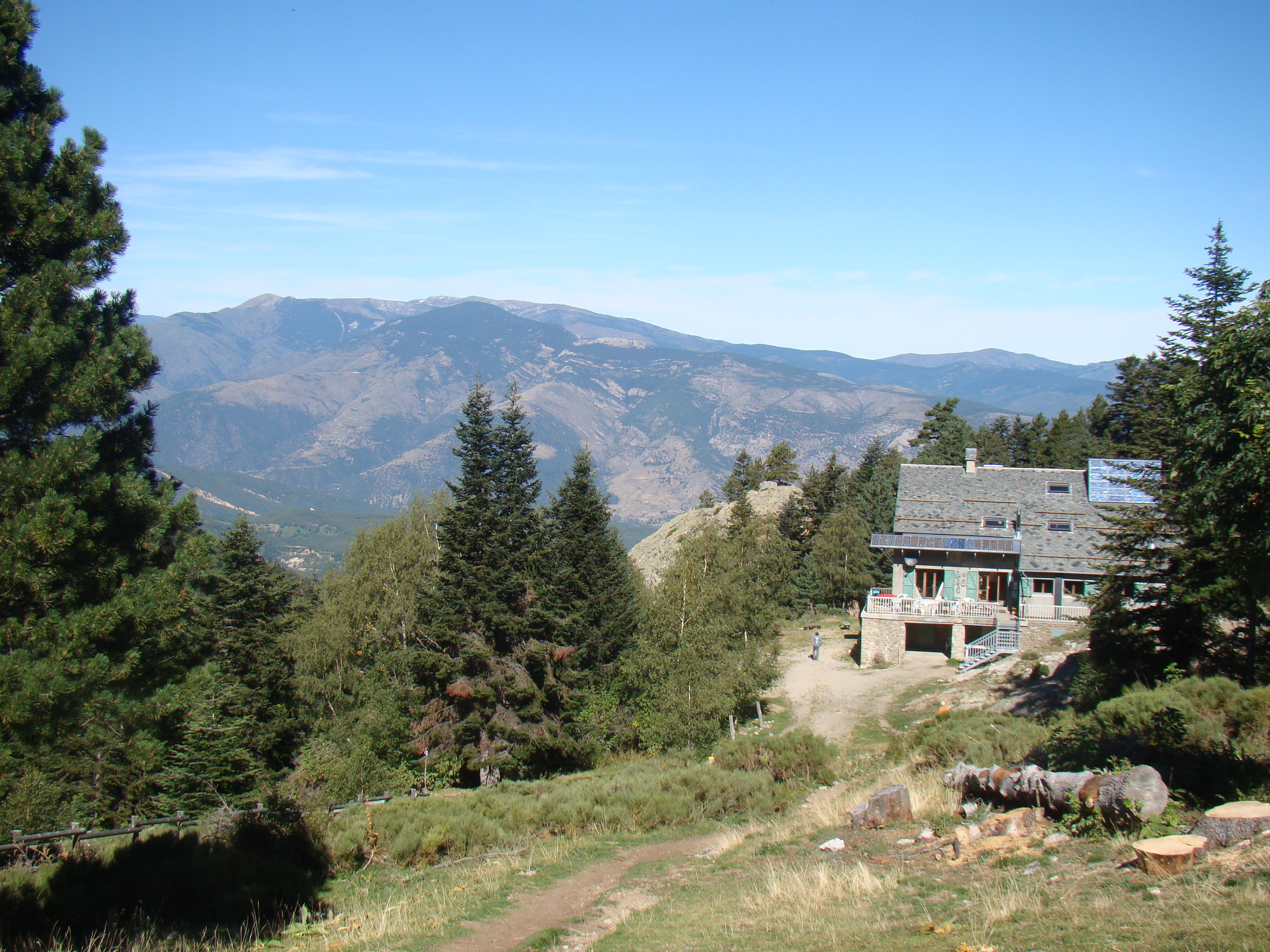
Le refuge de Mariailles, point de départ de l'itinéraire sud.

L'été, cette ascension est plutôt accessible à des randonneurs moyennement expérimentés, où de nombreuses personnes se pressent pour gravir son sommet à partir du refuge des Cortalets, notamment pour la fête de la Saint-Jean, le 22 juin, où des centaines de personnes montent au sommet du Canigou pour allumer un feu et le surveiller toute la nuit. Au lever du jour, des groupes descendent du Canigou et vont avec des torches dans toutes les directions pour transmettre les différents feux de la Saint-Jean répartis en Catalogne.
On peut également accéder au sommet par sa face sud à partir du refuge de Mariailles, par un itinéraire plus alpin que le précédent. Sa principale difficulté est le couloir final sous le sommet, constitué d'une cheminée de 70 mètres, non équipée mais accessible à tout randonneur endurant, très fréquentée en été, qui nécessite de poser les mains et les pieds.
Un itinéraire de crêtes emprunte une variante de la Haute route pyrénéenne (HRP). Il démarre des anciennes mines de fer de Batère, monte au col de la Cirera (1 731 m), gravit le pic Gallinasse, puis contourne par la gauche le signal du Puig del Roc Nègre, et enfin longe le pic Sec pour donner accès à l'ascension du couloir sous le sommet (les randonneurs locaux parlent de la cheminée du Canigou).
L'hiver, le sommet est plus difficilement accessible, notamment par la face sud.
Chaque année se déroule la Course du Canigou, une épreuve de trail (course nature) sur une boucle d'environ 34 km, présentant un dénivelé cumulé de plus de 4 200 m, sur les chemins forestiers et sentiers de montagne entre Vernet-les-Bains (650 m) et le pic du Canigou (2 785 m).

## Culture
Le Canigou est un véritable symbole national en Catalogne, inspirant des poètes comme Jacint Verdaguer (Canigó), ou des chansons populaires.
Muntanyes de Canigó, fresques són i regalades
L'écrivain Rudyard Kipling, qui séjourna plusieurs fois à Vernet-les-Bains entre 1910 et 1926, se déclara lui-même « au nombre des loyaux sujets du Canigou ».